# Bot de conversa

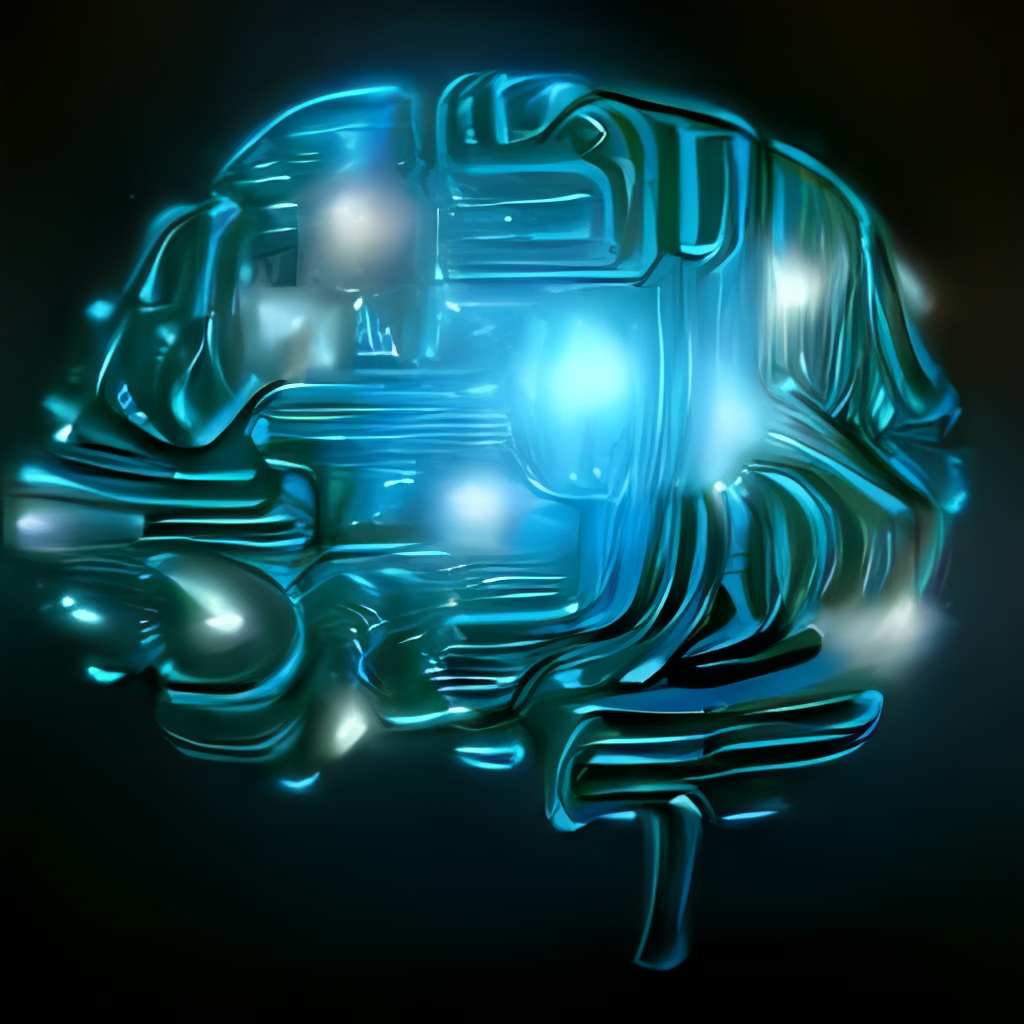
Esquematització del prompting en IA

Un bot de conversa, o bot de xat, col·loquialment anomenat xatbot (adaptació de l'anglès chatbot), inicialment era només un programa que simulava mantenir una conversa amb un ésser humà. Els bots de conversa moderns solen estar en línia i utilitzen sistemes d'intel·ligència artificial (IA) capaços de mantenir una conversa amb un usuari en llenguatge natural i simular la manera com es comportaria un humà com a interlocutor.
Habitualment, la conversa s'estableix a través d'un teclat, encara que també hi ha models que disposen d'una interfície d'usuari multimèdia. Més recentment, alguns comencen a utilitzar programes convertidors de text a so, dotant de major realisme a la interacció amb l'usuari.
Els bots de conversa més simples han existit des de fa dècades. Al principi, en l'època de l'ELIZA, el concepte es va traduir com bot conversacional ja que permetia establir una conversa utilitzant frases fàcilment comprensibles i que fossin coherents. Avui dia els bots de xat que utilitzen intel·ligència artificial (IA), amb tecnologies d'aprenentatge profund i de processament del llenguatge natural, sent capaços d'entendre i traduir a centenars d'idiomes i fins i tot de redactar llibres sencers, han fet que el terme "bot conversacional" es quedés curt i, "assistent virtual" que seria un terme "adhoc", s'ha pres per a definir un altre sub-tipus de bot "que dialoga de viva veu amb l'usuari" (Cortana, Siri, Alexa, etc..), englobant "bot" ambdós termes segons Termcat. En canvi el "nick name" original "xatbot" s'ha internacionalitzat, guanyant una acceptació mundial per raó de la popularitat del ChatGPT d'OpenAI (utilitzant GPT-3 o GPT-4), llançat el 2022, seguit d'altres alternatives com el Bing Chat de Microsoft (que utilitza el GPT-4 d'OpenAI) i el Bard de Google. Aquests exemples reflecteixen la pràctica recent d'aquests productes que es construeixen basant-se bàsicament en models de llenguatge gran que s'ajusten per tal d'orientar-se a tasques o aplicacions específiques (és a dir, simular la conversa humana, en el cas dels bots de conversa). Els bots de conversa també es poden dissenyar o personalitzar per orientar-se encara altres situacions més específiques i/o dominis temàtics concrets.

## Definició
Els bots conversacionals són anomenats col·loquialment "xatbots". El terme “xatbot“ és el resultat de la suma dels mots xat (de l'anglès chat, "xerrar") i “bot” (contracció del terme Robot, programa informàtic que imita el comportament d'una persona).
Va ser emprat per primera vegada per Michael Mauldin al 1994 en el seu article "ChatterBots, TinyMuds, and the Turing Test: Entering the Loebner Prize Competition".
La definició clàssica de bot de conversa és un programa d'intel·ligència artificial que processa missatges en llenguatge natural emesos per l'usuari a través de sistemes de teclat o audio i que genera respostes que són enviades de nou a l'usuari, amb l'objectiu de simular una conversa real entre dos humans.
També se’ls denomina «assistents virtuals» o «assistents personals» quan permeten una interacció detallada i atenta a les necessitats particulars de cada usuari. Quan l'objectiu final d'aquests programes és donar resposta a dubtes i/o sol·licituds respecte a un tema específic sense necessitat que existeixi un intermediari humà es denominen “assistents virtuals”.

## Antecedents i història
Van començar com un joc, però avui en dia estan molt estesos. Els bots de conversa més clàssics i primerencs són ELIZA, SmarterChild, Parry i SHRDLU, entre els més recents es troben ALICE o Jabberwacky i Dr Abuse (de Barres & Boronat) molt semblant a ELIZA.
Els programes més avançats són capaços de mantenir una conversa lògica i pseudo intel·ligent en varis idiomes. Alguns dels més complexos estan programats en C++, Delphi o similars, i altres més senzills en Action Script, PHP, VBScript, etc. Fins i tot, alguns d'ells poden ser consultats via web. N'hi ha molts d'altres amb àmplia presència en xarxes d'IRC.
L'any 2005, Microsoft i Colloquis Inc (empresa d'automatització conversacional radicada a Silicon Valley), van posar en funcionament un robot conversacional per Encarta. Després de l'experiència amb SmarterChild, van decidir fer un pas endavant produint un bot qualitativament més complex i capaç d'aprendre (a un nivell encara bastant bàsic). A més, a la complexitat conversacional i intel·lectual es va afegir la possibilitat d'interaccionar en diferents idiomes, inclòs l'espanyol.
Darrerament els bots de conversa s'han popularitzat gràcies al fet que poden facilitar algunes tasques que les persones fan habitualment, com ara buscar informació a internet. S'utilitzen en programes de missatgeria instantània i en aplicacions; a més, poden donar suport als processos d'aprenentatge. Són molts els serveis que introdueixen bots de conversa, com ara els bancaris o els d'entreteniment.
Els bots de conversa poden atendre a les persones d'una manera personalitzada, la qual cosa és molt valorada i important en els processos d'ensenyament i aprenentatge. Aquests programes tenen la capacitat d'aconseguir molta informació sobre les persones que els utilitzen i poden estar operatius durant les 24 hores del dia, sense necessitat de descansar cap dia de l'any, la qual cosa els fa especialment útils per desenvolupar determinades tasques.

## Elements que integren un bots de conversa
Segons estableix Nieves (2018) els components fonamentals d'un bot de conversa són els següents:
- La intel·ligència artificial. és l'aspecte principal dels bots de conversa i fa referència a la capacitat del bot per a interpretar les respostes i decidir segons aquestes. Es gestiona i processa el llenguatge natural i es suggereixen possibles respostes a l'usuari perquè, de forma quasi inconscient, faciliti la feina aconseguint resultats ràpids i fent possible la interacció de l'humà amb el bot de conversa. El processament del llenguatge natural ha de ser únic i independent a cada plataforma.
- Experiència d'Usuari (/UX): aborda el disseny del que serà el diàleg entre el bot de conversa i l'humà, i ha de permetre l'establiment d'una conversa que resulti el més natural, coherent i intel·ligent possible. També ha de requerir el mínim procés d'aprenentatge per part de l'humà, essent el bot de conversa qui ha d'aprendre com dialogar amb l'humà i no a l'inrevés.
- La interfície d'usuari (IU): fa referència a les característiques visuals i/o de veu de les converses amb el bot de conversa. Té en compte aspectes com el vocabulari del públic objectiu, pronunciacions, ajuts visuals, etc. La personalitat del bot de conversa pel que fa a més o menys formalitat, to de veu, volum, etc., són també rellevants i es recomana un estil de resposta concret i concís.
- El disseny conversacional: es vol dotar la interacció entre el bot de conversa i l'humà de la lògica humana. Els experts en el desenvolupament del llenguatge dels bots de conversa intenten replicar a la perfecció com parlen i interaccionen els humans i això incideix en la personalitat del bot de conversa, que ha de ser escollida per a les diferents cultures.

## Interfícies i plataformes
La interfície comunicativa permet la interacció entre la persona i el bot de conversa i determina la manera com es produeix aquesta interacció. Tenint en compte aquest aspecte es distingeixen tres tipus de bots de conversa:
- Aquells que es basen en caixes de text (chatterboxes).
- Els bots de conversa personificats: ChatGPT, Bing AI
- Els físics.

Hi ha diverses plataformes que permeten desenvolupar assistents virtuals, com ara Windows, IBM, Google, Amazon, Facebook. Pel que fa als principals assistents virtuals que trobem Siri (Apple), Bixby (Samsung), l'Assistent de Google i Cortana (Microsoft). Així mateix, hi ha diverses aplicacions de missatgeria instantània que permeten integrar bots de conversa.

## Els bots de conversa en educació
Els bots de conversa també són presents en diferents àmbits del món educatiu, desenvolupats per la realització de determinades tasques.
Podem trobar bots de conversa facilitadors de gestions administratives com gestió de matrícules, dubtes administratius, o gestió de l'expedient. Permeten la interacció entre els LMS i l'estudiant, facilitant l'accés a informació en qualsevol lloc i moment. Dins d'aquest grup s'inclourien bots de conversa com Otto (facilita accés a continguts educatius i informació allotjada dins de la web o LMS) o Ivy (Inclou elements de gestió de serveis financers o matriculació). Altres bots de conversa van dirigits a la resolució de dubtes: són bots de conversa que responen a preguntes dels estudiants en tot l'àmbit de la universitat, ja sigui sobre temes administratius o dels continguts de les assignatures, com Genie.
També s'han desenvolupats bots de conversa dirigits a l'acompanyament i motivació dels estudiants. La seva funció és disminuir el risc d'abandonament i procrastinació que sovint observem a l'educació en línia. Requereixen poder entendre les emocions que expressa l'estudiant i ser capaç d'anticipar-se a les seves necessitats adaptant, quan cal, els continguts. Dins d'aquest marc s'hi inclouen bots de conversa com Ani (que integra elements de tutorització personalitzada i motivació per als estudiants, similar a un tutor virtual) o els robots físics Botter (robot físic desenvolupat per la UOC capaç d'emetre vibracions, llums i paraules per motivar a l'estudiant a assolir el itineraris formatius personalitzats) o Pepper i Nao (robots humanoides destinats a la interactuació amb els humans que integren eines de gestió docent, motivació, dinamització de l'aula, etc.).
Un darrer grup de bots de conversa educatius el componen aquells destinats a la pràctica d'habilitats, simulacions o reflexió. Aquests permeten el desenvolupament de diferents habilitats i destreses per part dels alumnes.
Finalment, cal dir que la dificultat de la seva programació fa que aconseguir un resultat satisfactori suposi una gran inversió de recursos. No obstant això, la millora en el desenvolupament i modulació tant de les llibreries de vocabulari, com dels algoritmes d'intel·ligència artificial, estan simplificant l'elaboració d'aquests bots. L'any 2017, la companyia israeliana SnatchBot va llançar una pàgina web de creació d'assistents virtuals, confirmant així el potencial de crear robots capaços d'analitzar sentiments.
No s'ha aconseguit un bot que sigui capaç de mantenir una conversa lògicament humana, pel fet que no té autèntica consciència de si mateix. Malgrat això, s'han aconseguit grans avenços que s'apropen cada vegada més a la superació del conegut com "Test de Turing", que comportaria la impossibilitat per part de l'interlocutor d'assegurar si manté una conversa amb un ésser humà o bé un bot o programa informàtic.